# Sjöreds naturreservat
Sjöred är ett naturreservat i Abilds socken i Falkenbergs kommun i Halland.
Reservatet ligger vid vägen mellan Falkenberg och Torup söder om Mossjön. Det är skyddat sedan 2011 och omfattar 48 hektar. 

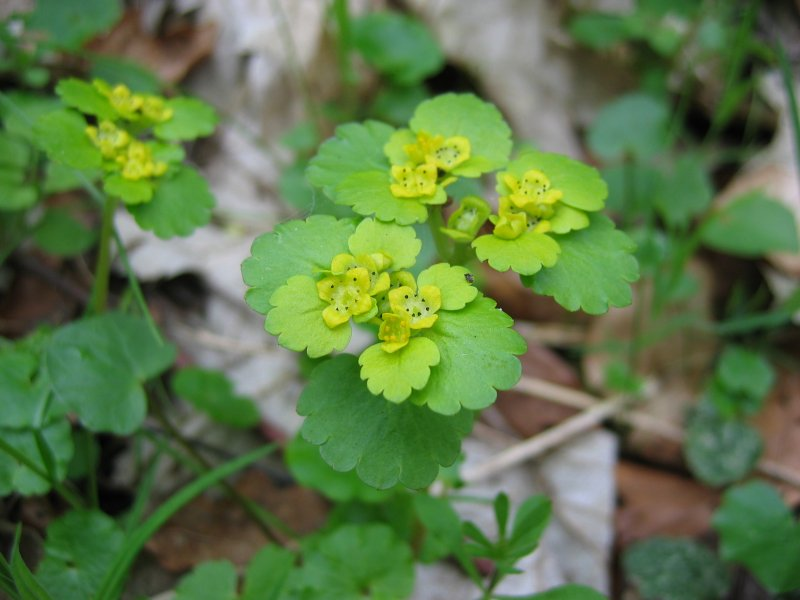
Gullpudra

Här finns gammal bokskog som är cirka 150 år. Även vidkroniga ekar förekommer.
I trakten finns många fornlämningar och en del härstammar från bronsåldern. Det är tätt mellan röjningsrösena inom reservatet. Det visar att området varit befolkat länge.